# Случевський Семен Олександрович
Семе́н Олекса́ндрович Случе́вський (нар. 25 грудня 1947, Київ, УРСР) — журналіст, сценарист, режисер, керівник і продюсер численних програм ефірного телебачення колишнього СРСР, а потім Росії і України. Заслужений журналіст України.
Член Спілки кінематографістів України (1988) і Російської Федерації (1991). Член Гільдії кіносценаристів Російської Федерації (1993). Член Гільдії кіно- і телекритиків України (1988). Дійсний член Євразійської академії телебачення і радіо (2004). Член Міжнародної асоціації спортивної преси (AIPS) (2002).

## Біографічні відомості
Здобув освіту в Київському торгово-економічному інституті (економічний факультет) та у ВДІК (сценарний факультет).
У 1987—2008 рр. — нагороджений призами Міжнародних журі фестивалів кіно і телебачення в Москві, Любляні, Празі, Мілані та ін. Нагороджений Почесною грамотою Верховної Ради України за створення телефільмів і телепрограм про спорт (2004).
Автор численних статей на теми кінематографічного процесу, футболу та спортивного телебачення. Вів постійні колонки про футбольне телебачення на сайтах «Sportbox.RU», «Телекритика.UA» і «Footclub.Com.UA». Друкувався в газеті «Український футбол» та журналі «Футбол».
Головний редактор Медіакомпанії «Гол» Федерації футболу України.
Рішенням виконавчого комітету Федерації футболу міста Києва від 28 лютого 2013 року «за вагомий особистий внесок, особливі значні досягнення, високий професіоналізм і активну громадську діяльність в справі розвитку футбольного арбітражу в місті Києві та з нагоди 100-річчя Колегії футбольних арбітрів та інспекторів міста Києва» Случевського Семена нагородили почесною відзнакою «Знак пошани».

### Програми
- «Футбольний огляд»;
- «Гол»;
- «На футболі з Віктором Гусєвим» (всі — ОРТ, зараз — Перший канал);
- «Футбольний клуб» і «Століття футболу» (НТВ);
- «Вільний удар»;
- «Експертиза»;
- «Подробиці» (НТВ-плюс Футбол);
- «Футбол як футбол» (Перший Національний канал, Україна);
- ЄВРО-2000 (СТБ);
- Трансляції футбольних і баскетбольних матчів («Група телеканалів» 1+1 — головний продюсер спортивних проєктів);
- Телепрограма «Літопис. Відлуння епох» (телеканал «Глас»).

### Телефільми (сценарист і режисер)
- «На шляхах перебудови» (3 серії);
- «Двори нашого дитинства» (2 серії);
- «Два тайми з динамівцями Москви»;
- «Інститут Скліфосовського»;
- «Москва — швидка»;
- «Бродвей нашої юності» (11 серій) — все з Олексієм Габриловичем (ТО «Екран» ЦТ СРСР, РТР);
- «У світі було яблуко», 1987;
- «Закулісна історія» (1990, «Укртелефільм»);
- «Радості камерної музики»;
- «Якщо буде дощ»;
- «За межею»;
- Союз кінематографістів України (про жертви Чорнобиля);
- «Бізнес в Росії Як починати» (2 серії) — за замовленням ТВ США;
- «Непотрібний ювілей» 2 серії (про «Динамо Київ») — НТВ;
- «Грузинський футбол» 2 серії, — НТВ;
- «Торпедо» як «Торпедо» 2 серії, — НТВ;
- «Професіонали» — НТВ;
- «Московські канікули» (про Кубок чемпіонів країн Співдружності) — НТВ-плюс Футбол;
- «Команда» 2001 — НТВ-плюс Футбол;
- «Гамбурзький рахунок» — НТВ-плюс Футбол — НТВ-плюс Футбол;
- «75 хвилин з Валерієм Лобановським» — НТВ-плюс Футбол;
- «Ми дбаємо про футбол»;
- «Велика футбольна сім'я Погляд зі Сходу». — Обидва НТВ — плюс Футбол на замовлення УЄФА;
- «Один берег завжди крутий» — НТВ-плюс Футбол;
- «Не чоловічі ігри, або якобінство для» Динамо;
- «Нотатки про харківський футбол»;
- «Блохін і його команда» (дві серії) — НТВ-плюс Футбол;
- «Галактика» Динамо (чотири серії);
- «Спартак» — «Динамо Київ» — згадати все ТВ-Центр;
- «Новий футбол по-харківськи» — «1+1».

## Нагороди
- Заслужений журналіст України[2] (2006)
- Премія ТЕФІ (1998)
- Мистецька премія «Київ» імені Івана Миколайчука (2021)